# Завод суперфосфату у Біркенгеді (Cresco)
Завод суперфосфату в Біркенгеді (Cresco) – колишній виробничий майданчик, що діяв у індустріально-портовій зоні в північній частині міста Аделаїда та належав компанії Cresco Fertilizers.
Створена в 1914 році South Australian Phosphate Company узялась за спорудження в Біркенгеді заводу добрив, проте роботи були призупинені через обставини, пов’язані з Першою світовою війною. По її завершенні в 1919-му будівництво відновили і в жовтні того ж року майданчик ввели у дію (а наступного року South Australian Phosphate Company перетворили на зазначену вище Cresco Fertilizers).
Технологічний процес виробнцитва суперфосфату передбачав обробку фосфоритів сульфатною кислотою, при цьому останню продукували на самому майданчику.
Можливо відзначити, що за кілька років Cresco Fertilisers також створила суперфосфатні заводи у Валлару та Порт-Лінкольні, що дозволило їй зайняти друге місце серед виробників Південної Австралії та випередити за обсягами продажів компанію Adelaide Chemical and Fertiliser Company, яка мала суперфосфатні заводи в Торренсвіллі та Порт-Аделаїді (лідером же залишалась згадана вище Wallaroo-Mount Lyell Fertilisers з її заводами у Валлару та Біркенгеді).
В 1955-му Cresco Fertilisers у спілці з іншими виробниками запустила завод сульфатної кислоти Ларгс-Норт, що знаходився в районі Біркенгем-Нортс та допоміг впоратись з дефіцитом сірчаної сировини (та відповідно сульфатної кислоти).
На початку 1970-х Cresco Fertilizers була поглинена компанію Adelaide & Wallaroo Fertilizers Limited, яка виникла незадовго до того шляхом об’єднання згаданих вище Wallaroo-Mount Lyell Fertilisers та Adelaide Chemical and Fertiliser. Таким чином, всі суперфосфатні заводи Південної Австралії опинились в одних руках, що надало змогу оптимізувати розміщення виробництва.